# 新阿爾沃拉達 (巴拉圭)
27°16′12″S 55°40′48″W / 27.27000°S 55.68000°W
新阿爾沃拉達（西班牙語：Nueva Alborada），是巴拉圭的城鎮，位於該國東南部，由伊塔普阿省負責管轄，距離恩卡納西翁30公里，始建於1924年，面積232平方公里，海拔高度75米，2002年人口6,533，人口密度每平方公里28.16人。